# Automeris fusca
Automeris fusca é uma espécie de mariposa do gênero Automeris, da família Saturniidae.
Tem por habitat a América do Sul.